# Karasu no Nyōbō
Singles de Yūko Nakazawa
Odaiba Moonlight Serenade
(1998)
Karasu no Nyōbō (カラスの女房, ou Nyobo, Nyoubou) est le premier single en solo de Yūko Nakazawa, sorti en 1998. C'est aussi un single de Takao Horiuchi. 

## Présentation
Le single, de genre enka, sort le 5 août 1998 au Japon sous le label zetima, alors que Yūko Nakazawa fait encore partie du groupe Morning Musume en parallèle. Il atteint la 19e place du classement de l'Oricon. Il se vend à 268 330 exemplaires la première semaine, et reste classé pendant onze semaines, pour un total de 74 700 exemplaires vendus ; il restera le disque le plus vendu de la chanteuse. Il est composé et produit par le chanteur Takao Horiuchi, qui sortira sa propre version de la chanson-titre en single quatre mois plus tard.
Les deux chansons du single de la chanteuse figureront sur son premier album solo, Nakazawa Yūko Dai Isshō, qui sort en fin d'année. La chanson-titre figurera aussi sur sa compilation Legend de 2008.

## Liste des titres
Version de Nakazawa
1. Karasu no Nyōbō (カラスの女房?)
2. Otonashibashi (音無橋?)
3. Karasu no Nyōbō (Original Karaoke) (カラスの女房 (オリジナル ・カラオケ)?)
4. Otonashibashi (Original Karaoke) (音無橋 (オリジナル ・カラオケ)?)

## Autres versions
Un single homonyme interprété par Takao Horiuchi sort le 21 novembre 1998 sous le label zetima, avec la même chanson-titre, qu'il avait lui-même composée, et une "face B" différente. Le chanteur sortira une nouvelle version de la chanson-titre en single le 28 avril 2004 sous le même label, intitulée Karasu no Nyōbō (New Version) (カラスの女房 (ニューバージョン)), avec une nouvelle "face B".